# Nuoto ai campionati mondiali di nuoto 2013 - 1500 metri stile libero femminili
Le batterie si sono svolte la mattina del 29 luglio 2013, mentre la finale si è svolta la sera del 30 luglio 2013.

## Medaglie
| Posizione | Atleta        | Paese         |
| --------- | ------------- | ------------- |
| Oro       | Katie Ledecky | Stati Uniti   |
| Argento   | Lotte Friis   | Danimarca     |
| Bronzo    | Lauren Boyle  | Nuova Zelanda |

## Record
Prima della manifestazione il record del mondo (WR) e il record dei campionati (CR) erano i seguenti.
| Record mondiale       | 15'42"54 | Kate Ziegler Stati Uniti | 17 giugno 2007 Mission Viejo, Stati Uniti |
| Record dei campionati | 15'44"93 | Alessia Filippi Italia   | 28 luglio 2009 Roma, Italia               |

Durante la competizione è stato battuto il seguente record:
| Data      | Evento | Atleta        | Nazione     | Tempo    | Record                                  |
| --------- | ------ | ------------- | ----------- | -------- | --------------------------------------- |
| 30 luglio | finale | Katie Ledecky | Stati Uniti | 15'36"53 | Record mondiale · Record dei campionati |

## Risultati

### Batterie
| Pos. | Batteria | Corsia | Atleta                   | Nazionalità   | Tempo    | Note |
| ---- | -------- | ------ | ------------------------ | ------------- | -------- | ---- |
| 1    | 1        | 4      | Lotte Friis              | Danimarca     | 15'49"18 | Q    |
| 2    | 3        | 4      | Katie Ledecky            | Stati Uniti   | 15'49"26 | Q    |
| 3    | 1        | 5      | Kristel Köbrich          | Cile          | 15'54"30 | Q    |
| 4    | 3        | 3      | Mireia Belmonte          | Spagna        | 16'00"31 | Q    |
| 5    | 2        | 6      | Boglárka Kapás           | Ungheria      | 16'02"58 | Q    |
| 6    | 1        | 6      | Lauren Boyle             | Nuova Zelanda | 16'02"90 | Q    |
| 7    | 2        | 5      | Chloe Sutton             | Stati Uniti   | 16'04"72 | Q    |
| 8    | 3        | 5      | Xu Danlu                 | Cina          | 16'05"59 | Q    |
| 9    | 2        | 4      | Jazmin Carlin            | Gran Bretagna | 16'06"46 |      |
| 10   | 2        | 3      | Martina Rita Caramignoli | Italia        | 16'15"65 |      |
| 11   | 1        | 7      | Andreína Pinto           | Venezuela     | 16'15"99 |      |
| 12   | 1        | 3      | Leonie Beck              | Germania      | 16'17"12 |      |
| 13   | 2        | 2      | Chelsea Gubecka          | Australia     | 16'21"82 |      |
| 14   | 3        | 6      | Sarah Köhler             | Germania      | 16'24"42 |      |
| 15   | 3        | 2      | Erika Villaécija García  | Spagna        | 16'25"07 |      |
| 16   | 1        | 2      | Julia Hassler            | Liechtenstein | 16'33"61 |      |
| 17   | 3        | 7      | Tjaša Oder               | Slovenia      | 16'35"96 |      |
| 18   | 2        | 7      | Susana Escobar           | Messico       | 16'39"24 |      |
| 19   | 2        | 1      | Virginia Bardach         | Argentina     | 16'47"59 |      |
| 20   | 3        | 1      | Han Na-Kyeong            | Corea del Sud | 16'55"46 |      |
| 21   | 3        | 8      | Valerie Gruest           | Guatemala     | 17"14"19 |      |
| 22   | 1        | 1      | Lani Cabrera             | Barbados      | 17'38"41 |      |
| 23   | 2        | 8      | Daniele Miyahara         | Perù          | 17'56"85 |      |

### Finale
| Pos. | Corsia | Atleta          | Nazionalità   | Tempo    | Note             |
| ---- | ------ | --------------- | ------------- | -------- | ---------------- |
|      | 5      | Katie Ledecky   | Stati Uniti   | 15'36"53 | , ,              |
|      | 4      | Lotte Friis     | Danimarca     | 15'38"88 | Record europeo   |
|      | 7      | Lauren Boyle    | Nuova Zelanda | 15'44"71 | Record oceaniano |
| 4    | 6      | Mireia Belmonte | Spagna        | 15'58"83 |                  |
| 5    | 8      | Xu Danlu        | Cina          | 16'00"44 |                  |
| 6    | 3      | Kristel Köbrich | Cile          | 16'01"94 |                  |
| 7    | 2      | Boglárka Kapás  | Ungheria      | 16'06"89 |                  |
| 8    | 1      | Chloe Sutton    | Stati Uniti   | 16'09"65 |                  |